# 세계불교도우의회
세계불교도우의회(WFB: World Fellowship of Buddhists)은 가장 크고 가장 영향력 있는 국제 불교 단체이다. 1950년 스리랑카 콜롬보에서 27개국 대표들이 참석한 가운데 창설되었다.
본부는 태국에 있으며, 역대 회장은 모두 스리랑카와 동남아시아에서 배출되는 등 상좌부불교(테라와다불교)가 가장 영향력을 크게 행사하고 있지만, 모든 종파가 WFB에서 활동중이다.
미국, 인도, 오스트레일리아, 아프리카와 유럽의 여러 나라 등 35개국에 지부가 설립되어 있다. 대한민국에는 1963년에 지부 위원회가 결성되었다.

세계불교도우의회의 기

## 역대 회장
현재 회장은 태국의 en:Phan Wannamethee이다.
- 1950년 - 1958년 : Dr. G.P. Malalasekera, 스리랑카
- 1958년 - 1961년 : Hon. U. Chan Htoon, 미얀마
- 1963년 - 1984년 : H.S.H. Princess Poon Pismai Diskul, 태국
- 1985년 - 1998년 : Prof. Sanya Dharmasakti, 태국
- 1999년 - 현재 : H.E. Phan Wannamethee, 태국

## 같이 보기
- en:World Buddhist Sangha Council
- World Buddhist Forum